# استعمار السبئيين لأفريقيا
كان استعمار السبئيين لأفريقيا عملية استعمار من قبل السبئيين حدثت في القرن الأفريقي خلال الألفية الأولى قبل الميلاد.

## تاريخ
حدثت إحدى أقدم عمليات الاستعمار في التاريخ حوالي عام 1000 قبل الميلاد، عندما بدأ الصابئة في جنوب شبه الجزيرة العربية ، بحضارة تعتمد على الزراعة، في استعمار المرتفعات في شمال إثيوبيا وإريتريا . يعتقد الكثيرون بهذا الرأي، لأنه وفقًا لعلم الآثار، "تشير الأدلة النقوشية والأثرية إلى تأثير جنوبي عربي لا جدال فيه، مما يشير إلى أن الهجرة والاستعمار من اليمن في أوائل الألفية الأولى قبل الميلاد كان العامل الرئيسي في تشكيل الدولة على المرتفعات. وتوثق النقوش الصخرية في قهيتو ( أكالا غوزاي ، إريتريا) وجود أفراد أو مجموعات صغيرة من شبه الجزيرة العربية على المرتفعات في ذلك الوقت." 
اكتشف أستاذ الأنثروبولوجيا جوزيف دبليو ميشيلز، بناءً على مسحه الأثري في مواقع أكسوم، أن "هناك أدلة وفيرة على سمات سبئية محددة مثل أسلوب النقش، والأيديولوجية الدينية والرمزية، وأسلوب الفن، والتقنيات المعمارية". ومن العناصر المهمة الأخرى لهذا الحدث، إدخال اللغات السامية الجنوبية إلى إثيوبيا، لتحل محل اللغات الكوشية الأصلية، وتبني الإثيوبيين للخط العربي الجنوبي القديم ، حيث تطور لاحقًا إلى الخط الجعزي .

## التأثير

### السمات الثقافية
أثر انتشار الثقافة الصابئية في القرن الأفريقي على تطور العديد من الحضارات مثل دمت ومملكة أكسوم ، وترك علامة مهمة في التاريخ والثقافة الإثيوبية . كان الإجماع العلمي في السابق هو أن السبئيين هم مؤسسو الحضارة السامية في إثيوبيا، على الرغم من أن هذا الأمر أصبح محل نزاع الآن، وتمت إعادة تقييم نفوذهم فيما يتعلق بتأثيره على المجالات المعمارية والاجتماعية والسياسية والدينية والطقوسية. من المرجح أن الوجود السبئي لم يستمر سوى بضعة عقود من الزمن، ولكن تأثيرهم على الحضارة الأكسومية اللاحقة شمل اعتماد الخط العربي الجنوبي القديم، والذي تطور إلى الخط الجعزي، والديانة السامية القديمة . إن الطابع الصابئي للبانثيون واضح تمامًا في عبادة " المقه" ، الذي يعرف له، بالإضافة إلى معبد الصابئة العظيم في يحى ،  أربعة أضرحة أخرى. بعض هذه الآثار مصحوبة بإهداءات بناء بنائين حجريين من الصابئة ويمكن التعرف عليها أثريًا. هناك العديد من المواقع الأثرية الأخرى التي تعود إلى هذه الفترة في إثيوبيا حيث تم العثور أيضًا على بعض النقوش التي نُفذت بالخط الصابئي الحميري. على سبيل المثال، بالقرب من ماكالي ، تم العثور على تمثال لامرأة جالسة مع نقش جنوب عربي على القاعدة والذي يشير أيضًا إلى جنوب شبه الجزيرة العربية. عُثر على نقوش أقدم في يحا ، والتي يربطها بعض العلماء بأفا، وهي مدينة بناها المستعمرون الصابئيون، والتي يبدو أنها انهارت بعد بناء أكسوم "المدينة المقدسة للإثيوبيين". لا يعتقد بعض العلماء أن ييها فحسب، بل يعتقد أيضًا أن مدينة أكسوم القديمة قد تأسست على يد هؤلاء الصابئيين،  حيث عُثر أيضًا على نقوش سبئية قديمة.

### التأثيرات الجينية
وقد توصلت الدراسات الأنثروبولوجية التي أجريت باستخدام عينات الدم من الإثيوبيين إلى أن ترددات الأليلات والأنماط الوراثية الخاصة بهم تبدو مشابهة تمامًا لتلك الخاصة بالعرب الجنوبيين، وكانت مختلفة بشكل كبير عن تلك الخاصة بالشعوب الأفريقية الأخرى. وكانت النتائج متوافقة مع أصل مشترك من مجموعة تتحدث اللغة الكوشية وتعيش في شرق أفريقيا، مع إشارات التأثير من شبه الجزيرة العربية. كانت المجموعات السكانية المستخدمة لتحديد العلاقات الجينية هي: 1. الهوتو، وسوكوما، ونياتورو، وسانداوي، 2. سارة ومبوجو وسانجو، 3. جنوب العرب والليبيين والمصريين، 4. أمهرة، أورومو، باجا، وفلاشا، والتي تم تجميعها جميعًا في أربع مجموعات ضيقة. على محور الإسقاط، كان الأمهرا والأورومو والبجا والفلاشا يقعون وراثيًا في وضع وسيط بين المجموعة التي شكلها العرب الجنوبيون، وتلك التي شكلها الأفارقة جنوب الصحراء الكبرى، حيث أظهرت هذه القبائل قرابة عالية تجاه العرب.
توصلت دراسة أجريت عام 2010 إلى أن تقديرات الساعة التطورية للمجموعة السكانية J1 في منطقة القرن الأفريقي، كانت مدعومة بشكل غير مباشر بنموذج لغوي لإدخال اللغة السامية من شبه الجزيرة العربية منذ 2800 عام.
في عام 2014، خلصت إحدى الدراسات إلى أن المصدر المحتمل لبعض خليط غرب أوراسيا في شرق أفريقيا، وخاصة الأمهرا وتيجراي الذين يتحدثون اللغات الإثيوبية، ربما كان من جنوب شبه الجزيرة العربية ومرتبطًا بمملكة دمت. كما لاحظوا العمل الأثري خلال هذه الفترة الزمنية، والذي يُظهر أن العمارة في الثقافة الإثيوبية في دمت تتمتع "بمظهر جنوب عربي واضح في العديد من التفاصيل". ومع ذلك، يعترف الفريق بوجود نقاش حول ما إذا كانت هذه الآثار ناتجة عن تحركات كبيرة من الناس، أو ببساطة ممارسات ثقافية مدفوعة بالنخبة.
أشار عالم الوراثة السكانية والأستاذ الجامعي ديفيد رايش [الإنجليزية] في منشوره الصادر عام ٢٠١٨ حول أصول الإنسان: "هناك أدلة أثرية مهمة على تواصل وهجرة مكثفة بين إثيوبيا وجنوب شبه الجزيرة العربية منذ حوالي ٣٠٠٠ عام قبل الميلاد. خلال الألفية الأولى قبل الميلاد، أسس العرب الجنوبيون من أراضي سبأ كيانًا سياسيًا في مرتفعات الحبشة بإثيوبيا، وظهر مشهد ثقافي متكتل جديد يُسمى المجتمع الإثيوبي السبئي. يتداخل هذا الحدث مع توقيت إشارات الاختلاط الجيني الأوراسي في السكان الإثيوبيين، وهو مرشح جيد لمصدر الاختلاط الأوراسي في شرق إفريقيا." 